# Домб'є (Красноставський повіт)
Домб'є (пол. Dąbie) — село в Польщі, у гміні Жулкевка Красноставського повіту Люблінського воєводства.
Населення — 269 осіб (2011).
У 1975-1998 роках село належало до Замойського воєводства.

## Демографія
Демографічна структура станом на 31 березня 2011 року:
|          | Загалом | Допрацездатний вік | Працездатний вік | Постпрацездатний вік |
| -------- | ------- | ------------------ | ---------------- | -------------------- |
| Чоловіки | 130     | 22                 | 81               | 27                   |
| Жінки    | 139     | 22                 | 56               | 61                   |
| Разом    | 269     | 44                 | 137              | 88                   |